# Küstenlandschaft zwischen Pelzerhaken und Rettin
Küstenlandschaft zwischen Pelzerhaken und Rettin este o arie protejată (arie specială de conservare — SAC, sit de importanță comunitară — SCI) din Germania întinsă pe o suprafață de 100 ha, integral pe uscat.

## Localizare
Centrul sitului Küstenlandschaft zwischen Pelzerhaken und Rettin este situat la coordonatele 54°05′37″N 10°52′46″E / 54.0936°N 10.8794°E.

## Înființare
Situl Küstenlandschaft zwischen Pelzerhaken und Rettin a fost declarat sit de importanță comunitară în septembrie 2004 pentru a proteja un număr necunoscut de specii din flora spontană și fauna sălbatică aflate în arealul zonei. Situl a fost protejat și ca arie specială de conservare în ianuarie 2010.

## Biodiversitate
Situată în ecoregiunea continentală, aria protejată conține 11 habitate naturale: Vegetație anuală la limita mareei, Faleze cu vegetație de pe coastele atlantice și baltice, Dune mobile cu vegetație embrionară, Dune mobile de-a lungul țărmului cu Ammophila arenaria („dune albe”), Dune de coastă fixe cu vegetație erbacee („dune gri”), Dune cu Hyppophaë rhamnoides, Dune împădurite din regiunile atlantică, continentală și boreală, Fânețe de joasă altitudine (Alopecurus pratensis, Sanguisorba officinalis), Mlaștini alcaline, Păduri de fag Asperulo-Fagetum, Păduri de stejar sau de stejar și carpen sub-atlantice și medio-europene de Carpinion betuli.
La baza desemnării sitului se află un număr nedeclarat de specii protejate: